# 18 mars
18 mars är den 77:e dagen på året i den gregorianska kalendern (78:e under skottår). Det återstår 288 dagar av året. 

## Återkommande bemärkelsedagar

### Helgdagar
- Det forntida Lettland: Bindus Diena

### Flaggdagar
- Aruba: Flaggdagen (till minne av antagandet av landets flagga 1976)

## Dagens namn

### I den svenska almanackan
- Nuvarande – Edvard och Edmund
- Föregående i bokstavsordning
  - Eda – Namnet infördes på dagens datum 1986, men utgick 1993.
  - Eddie – Namnet infördes på dagens datum 1986, men utgick 2001.
  - Edmund – Namnet fanns sedan gammalt på 16 november och gjorde så fram till 2001, då det flyttades till dagens datum.
  - Edvard – Namnet infördes, till minne av den engelske kungen Edvard Martyren, som mördades denna dag 978, på dagens datum 1721 och har funnits där sedan dess.
  - Gabriel – Namnet fanns på dagens datum under 1600-talet, men flyttades 1695 till 24 mars, där det har funnits sedan dess.
- Föregående i kronologisk ordning
  - Före 1695 – Gabriel
  - 1695–1720 – ?
  - 1721–1900 – Edvard
  - 1901–1985 – Edvard
  - 1986–1992 – Edvard, Eddie och Eda
  - 1993–2000 – Edvard och Eddie
  - Från 2001 – Edvard och Edmund
- Källor
  - Brylla, Eva (red.): Namnlängdsboken, Norstedts ordbok, Stockholm, 2000. ISBN 91-7227-204-X
  - af Klintberg, Bengt: Namnen i almanackan, Norstedts ordbok, Stockholm, 2001. ISBN 91-7227-292-9

### Finlandssvenska almanackan
- Nuvarande från 2020[1] – Eddie, Edvard
- I föregående revideringar[a][2]
  - 1929–2014 – Edvard
  - 2015–2019 – Edvard, Eddie

## Händelser
- 37 – Sedan den romerske kejsaren Tiberius har avlidit två dagar tidigare låter den romerska senaten utropa hans adoptivsonson Caligula till ny kejsare. I sitt testamente har Tiberius uttryckt önskan om att Caligula ska samregera med hans biologiske sonson Tiberius Gemellus, men senaten låter annullera testamentet och Tiberius Gemellus dör strax därefter under oklara omständigheter. Caligula blir dock själv lönnmördad endast fyra år senare.
- 417 – Sedan Innocentius I har avlidit en vecka tidigare väljs Zosimus till påve.[3]
- 731 – Sedan Gregorius II har avlidit den 11 februari väljs Gregorius III till påve. Han blir den siste påven vars val bekräftas av den bysantinske kejsaren.
- 978 – Den engelske kungen Edvard blir mördad av sin styvmor Elfrida, eftersom hon hellre vill se sin son Ethelred (Edvards halvbror) på tronen. Redan samma dag blir den tioårige Ethelred kung av England och förblir så till 1013, då han blir avsatt av den invaderande danske kungen Sven Tveskägg.
- 1848 – I efterdyningarna av februarirevolutionen i Paris samlas stora folkmassor i Stockholm och kräver politiska reformer och allmän rösträtt (vissa även att monarkin ska avskaffas). Folkmassan krossar fönster i De la Croix’ stora sal vid Brunkebergstorg, där en bankett hålls för att diskutera situationen i huvudstaden, och man hotar att ta sig in i byggnaden. Överståthållare Jakob Wilhelm Sprengtporten lyckas med militärens hjälp rensa torget och arrestera några av revolutionärerna, trots att folkmassan svarar med stenkastning. Kung Oscar I lyckas tillfälligt lugna folkmassan genom att lyssna på deras krav och klagomål och beordra att de arresterade ska frisläppas. Då oroligheterna fortsätter dagen därpå beordras dock militären öppna eld mot folkmassan och 18 demonstranter dödas i tumultet. Händelserna, som går till historien som marsoroligheterna, leder till att den tidigare liberale och framsynte kungen blir mer konservativ och motståndare till reformer.
- 1871 – Efter att Frankrike har förlorat fransk-tyska kriget mot Preussen och tyskarna efter fyra månaders belägring av Paris triumferande har tågat in i staden har matbrist, nederlaget i kriget och stadens fall lett till allmänt missnöje i den franska huvudstaden. Beväpnade revolutionära arbetare, som har hjälpt till med försvaret av staden, tar denna dag därför över styret av den, vilket kallas Pariskommunen. Den styr staden fram till 28 maj, då den franska armén besegrar den, varefter Paris återgår till att vara huvudstad i den året innan grundade Tredje franska republiken.
- 1913 – Den grekiske kungen Georg I blir mördad på öppen gata av den anarkistiske skolläraren Alexandros Schinas, under en kvällspromenad i Thessaloniki, som grekerna nyligen har erövrat från Osmanska riket. Kungen dör omedelbart och mordet sker endast några dagar innan hans 50-årsjubileum som kung av Grekland. Han har själv meddelat, att han efter 50-årsfirandet har ämnat abdikera till förmån för sin son Konstantin I, som nu direkt tar över tronen.
- 1965 – Kosmonauten Aleksej Leonov blir den första människan i världen som genomför en rymdpromenad, då han i 12 minuter och 9 sekunder lämnar rymdfarkosten Voschod 2, endast sammanbunden med den genom en 5,35 meter lång kabel.
- 2012 – Den tyska förbundsförsamlingen väljer Joachim Gauck till förbundspresident, sedan företrädaren Christian Wulff har avgått från posten i förtid den 17 februari. Gauck förlorade presidentvalet till Wulff 2010.

## Födda
- 1586 – Gabriel Bengtsson Oxenstierna, svensk ämbetsman, Sveriges riksskattmästare 1634–1645 och riksamiral 1652–1656
- 1609 – Fredrik III, kung av Danmark och Norge 1648–1670
- 1690 – Christian Goldbach, preussisk matematiker
- 1764 – James De Wolf, amerikansk slavhandlare och politiker, senator för Rhode Island 1821–1825
- 1782 – John C. Calhoun, amerikansk politiker, USA:s krigsminister 1817–1825, vicepresident 1825–1832, senator för South Carolina 1832–1843 och 1845–1850, utrikesminister 1844–1845
- 1796 – Jakob Steiner, schweizisk matematiker
- 1813 – Friedrich Hebbel, österrikisk författare och dramatiker
- 1828 – Randal Cremer, brittisk arbetarledare och pacifist, mottagare av Nobels fredspris 1903
- 1837 – Grover Cleveland, amerikansk politiker, USA:s president 1885–1889 och 1893–1897
- 1844 – Nikolaj Rimskij-Korsakov, rysk kompositör
- 1847 – William O'Connell Bradley, amerikansk republikansk politiker, guvernör i Kentucky 1895–1899, senator för samma delstat 1909–1914
- 1858 – Rudolf Diesel, uppfinnare av dieselmotorn
- 1862 – Eugène Jansson, svensk konstnär
- 1864 – Mikael Lybeck, finlandssvensk författare
- 1865 – Carl Mannerheim, finländsk greve och industriman
- 1869 – Neville Chamberlain, brittisk konservativ politiker, parlamentsledamot från 1918, Storbritanniens hälsominister 1923, 1924–1929 och 1931, finansminister 1923–1924 och 1931–1937 samt premiärminister 1937–1940
- 1884 – Oluf Høst, dansk målare
- 1885 – Carl Ericson, svensk skådespelare
- 1888 – Otto von Schrader, tysk sjömilitär, amiral 1942
- 1895 – Ion Barbu, rumänsk författare och matematiker
- 1898 – Murray Van Wagoner, amerikansk demokratisk politiker, guvernör i Michigan 1941–1943
- 1903 – Galeazzo Ciano, italiensk politiker, svärson till Benito Mussolini, Italiens utrikesminister 1936–1943
- 1905 – Robert Donat, brittisk skådespelare
- 1909 – Ernest Gallo, amerikansk företagsledare och vintillverkare
- 1912 – Henrik Dyfverman, svensk skådespelare och tv-producent
- 1918 – Torsten Jungstedt, svensk filmkritiker, journalist och författare
- 1920 – Pierre Plantard, fransk ritningskonstruktör, grundare av det hemliga sällskapet Prieuré de Sion
- 1926 – Peter Graves, amerikansk skådespelare
- 1927 – John Kander, amerikansk kompositör
- 1931 – Howard Coble, amerikansk republikansk politiker
- 1932
  - Karl-Erik Hagström, svensk företagsledare, vd för AB Albin Hagström
  - John Updike, amerikansk författare
- 1935 – Weiron Holmberg, svensk skådespelare
- 1936
  - Elisabeth Falk, svensk skådespelare
  - F.W. de Klerk, sydafrikansk politiker, Sydafrikas president 1989–1994, mottagare av Nobels fredspris 1993
- 1937 – Barbro Lindgren, svensk författare
- 1941 – Stefan Jarl, svensk dokumentärfilmare och regissör
- 1944 – Magnus Lind, svensk författare, manusförfattare, journalist, kompositör och sångtextförfattare
- 1949
  - Åse Kleveland, svensk-norsk sångare och kulturpersonlighet, Norges kulturminister 1990–1994, vd för Svenska Filminstitutet 2000–2006
  - Bengt Hjalmarsson, svensk styckmördare och kannibal
- 1951
  - Bill Frisell, amerikansk jazzgitarrist
  - Anders Bergström, svensk operasångare
- 1954 – Manfred Lütz, tysk katolsk läkare, teolog och författare
- 1956 – Ingemar Stenmark, svensk alpin skidåkare, OS-guld i slalom och storslalom 1980, bragdmedaljör 1975 och 1978
- 1957 – Christer Fuglesang, svensk rymdfarare
- 1959
  - Luc Besson, fransk filmregissör
  - Irene Cara, amerikansk discosångare och skådespelare
- 1963 – Vanessa L. Williams, amerikansk sångare, skådespelare och fotomodell
- 1964 – Rozalla Miller, brittisk-zimbabwisk sångare med artistnamnet Rozalla
- 1970 – Dana Elaine Owens, amerikansk skådespelare och rappare med artistnamnet Queen Latifah
- 1972 – Reince Priebus, amerikansk republikansk politiker
- 1975 – Kimmo Timonen, finländsk ishockeyspelare
- 1977 – Zdeno Chára, slovakisk ishockeyspelare
- 1979
  - Danneel Harris, amerikansk skådespelare
  - Adam Levine, amerikansk sångare
- 1981
  - Fabian Cancellara, schweizisk cyklist
  - LP, amerikansk sångerska
- 1982 – Timo Glock, tysk racerförare
- 1986 – Lykke Li, svensk indiemusiker och trubadur
- 1989 – Lily Collins, brittisk-amerikansk skådespelare
- 1997 – Ciara Bravo, amerikansk skådespelare

## Avlidna
- 235 – Alexander Severus, 26, romersk kejsare sedan 222 (mördad)
- 978 – Edvard Martyren, omkring 16, kung av England sedan 975 (mördad)
- 1227 – Honorius III, 78, född Cencio Savelli, påve sedan 1216
- 1584 – Ivan IV, 53, tsar av Ryssland sedan 1547 med tillnamnet ”den förskräcklige”
- 1655 – Maria Eleonora av Brandenburg, 55, Sveriges drottning 1620–1632 (gift med Gustav II Adolf)
- 1745 – Robert Walpole, 68, brittisk whigpolitiker, Storbritanniens premiärminister 1721–1742
- 1844 – Martin Disteli, 41, schweizisk konstnär
- 1863 – Powhatan Ellis, 73, amerikansk politiker, jurist och diplomat, senator för Mississippi 1825–1826 och 1827–1832
- 1871 – Augustus De Morgan, 64, brittisk matematiker
- 1874 – Ossian B. Hart, 53, amerikansk republikansk politiker och jurist, guvernör i Florida sedan 1873
- 1887 – Fredrik Ferdinand Carlson, 75, svensk professor i historia, Sveriges ecklesiastikminister 1863–1870 och 1875–1878, ledamot av Svenska Akademien från 1859
- 1905 – Cyrus G. Luce, 80, amerikansk politiker, guvernör i Michigan 1887–1891
- 1913 – Georg I, 67, kung av Grekland sedan 1863 (mördad)
- 1935 – Axel Kock, 84, svensk språkforskare, ledamot av Svenska Akademien från 1924
- 1963
  - Herman Zetterberg, 58, svensk socialdemokratisk politiker, Sveriges justitieminister 1945–1957, president i Svea hovrätt från 1957
  - Hubert Gough, 92, brittisk militär
- 1964
  - Sigfrid Edström, 93, svensk elektroingenjör och industriman, VD på Asea 1903–1933 och ordförande i Internationella olympiska kommittén (IOK) 1946–1952
  - Norbert Wiener, 69, amerikansk professor i tillämpad och teoretisk matematik
- 1965 – Farouk I, 45, kung av Egypten 1936–1952
- 1966 – Arthur T. Hannett, 82, amerikansk demokratisk politiker, guvernör i New Mexico 1925–1927
- 1974
  - John C. Bell, 81, amerikansk republikansk politiker och jurist, guvernör i Pennsylvania 1947
  - Hertta Kuusinen, 70, finländsk politiker
- 1977 – Carlos Pace, 32, brasiliansk racerförare (flygolycka)
- 1978 – Peggy Wood, 86, amerikansk skådespelare
- 1980 – Ludwig Guttmann, 80, tysk-brittisk neurolog och initiativtagare till Paralympiska spelen
- 1982 – Rune B. Johansson, 67, svensk politiker, Sveriges inrikesminister 1957–1969 och industriminister 1971–1976
- 1983 – Umberto II, 78, kung av Italien 10 maj–10 juni 1946
- 1987 – Kari Diesen, 72, norsk skådespelare
- 1997 – Bert-Olof Svanholm, 61, svensk direktör
- 1996 – Odysseus Elytis, 84, grekisk författare, mottagare av Nobelpriset i litteratur 1979
- 2001 – John Phillips, 65, amerikansk musiker, medlem i gruppen The Mamas & the Papas
- 2002 – Gösta Winbergh, 58, svensk operasångare
- 2004 – Richard Marner, 82, brittisk skådespelare
- 2008 – Anthony Minghella, 54, brittisk filmregissör och manusförfattare
- 2009 – Natasha Richardson, 45, brittisk skådespelare
- 2011
  - Antoinette, 90, monegaskisk prinsessa, syster till furst Rainier III
  - Warren Christopher, 85, amerikansk politiker, USA:s utrikesminister 1993–1997
  - Jet Harris, 71, brittisk musiker, basist i gruppen The Shadows
- 2012 – George Tupou V, 63, kung av Tonga sedan 2006
- 2014 – Lucius Shepard, 70, amerikansk fantasy- och science fiction-författare
- 2015
  - Samuel Charters, 85, amerikansk musikskribent och skivproducent
  - Oleg Sakirkin, 49, kazakisk trestegshoppare
- 2016 – Guido Westerwelle, 54, tysk politiker, ordförande FDP 2001–2011
- 2017 – Chuck Berry, 90, amerikansk musiker och låtskrivare
- 2019 – Willie Andréason, 85, svensk skådespelare
- 2022
  - John Larsson, 83, brittisk författare, ledare för Frälsningsarmén 2002–2006
  - Don Young, 88, amerikansk republikansk politiker, kongressledamot 1973–2022